# 富利波士頓金融
富利波士頓金融集團（FleetBoston Financial Corp.）是一間已併入美國銀行的金融集團，其前身可被追溯至十八世紀末葉的「羅德島州普羅維登斯銀行」（Providence Bank of Rhode Island）。
2003年，歷二百載光景裏不同階段之逐步購併、成長、更名，「富利波士頓金融」業已演變發展為美國第七大金融控股集團（按資產額排行）；其時，美國第三大金控集團「美國銀行」，同意以價值470億美元之股票，全面收購富利。自此，「富利波士頓金融」成為「美國銀行」的直接全資附屬成員；美國銀行為合併後之存續銀行，富利波士頓則為消滅銀行。
合併嗣後，「富利波士頓金融 (FBF)」撤銷在紐約證券交易所的上市地位；全數分行與從屬公司，分別更易上「美國銀行」商標徽號，數以百計職員被降職或裁員。

## 外部連結
- （英文）美國銀行（页面存档备份，存于）

- （英文）Bank of America Completes FleetBoston Merger （页面存档备份，存于）